# Джудіт Сульзберґер
Джудіт Пейотто Сульзберґер (англ. Judith Peixotto Sulzberger; 27 грудня 1923, Нью-Йорк — 21 лютого 2011, Нью-Йорк) — американська лікарка, філантропка та письменниця.

## Біографія
Народилася 27 грудня 1923 року в Нью-Йорку, США. Родина Сульзберґерів є власниками газети «Нью-Йорк Таймз», яку придбав її дідусь Адольф Окс ще у далекому 1896 році. У 1977—2000 роках Джудіт займала посаду директорки цієї газети.
Отримала медичну освіту та стала лікаркою. У 1990—х профінансувала Центр дослідження геному Дж. П. Сульзберґер при Лікарсько-хірургічному коледжі Колумбійського університету (її Alma mater, який закінчила 1949 року). Центр займався дослідженням людської генетики — шукав способи запобігання хворобам, покращення здоров'я та подовження життя.
2003 року Сульзберґер написала науково-фантастичний роман «Молодша» (Younger), у якому розповідається про намагання двох науковців знайти спосіб запобігання старінню. Ба більше, успіх допоміг їм навіть отримати деяке визнання у наукових колах.
Тричі одружена (Мет'ю Розеншайн, Річард Н. Коген та Бадд Левінсон), народила двох синів — Даніеля Когена і Джеймса Когена.
Померла 21 лютого 2011 року від раку підшлункової залози.